# 美土里バスストップ

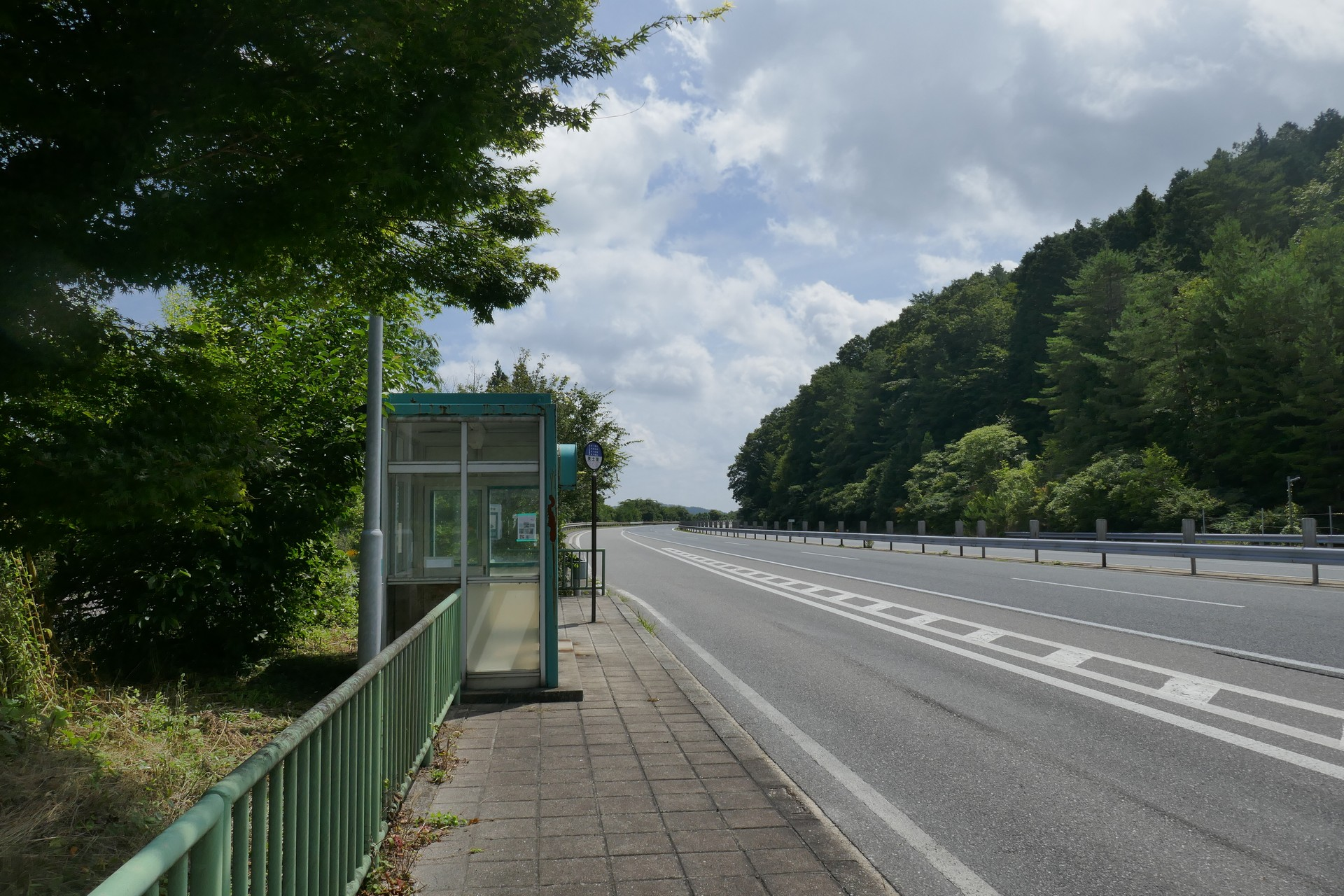
上りのバスストップ施設

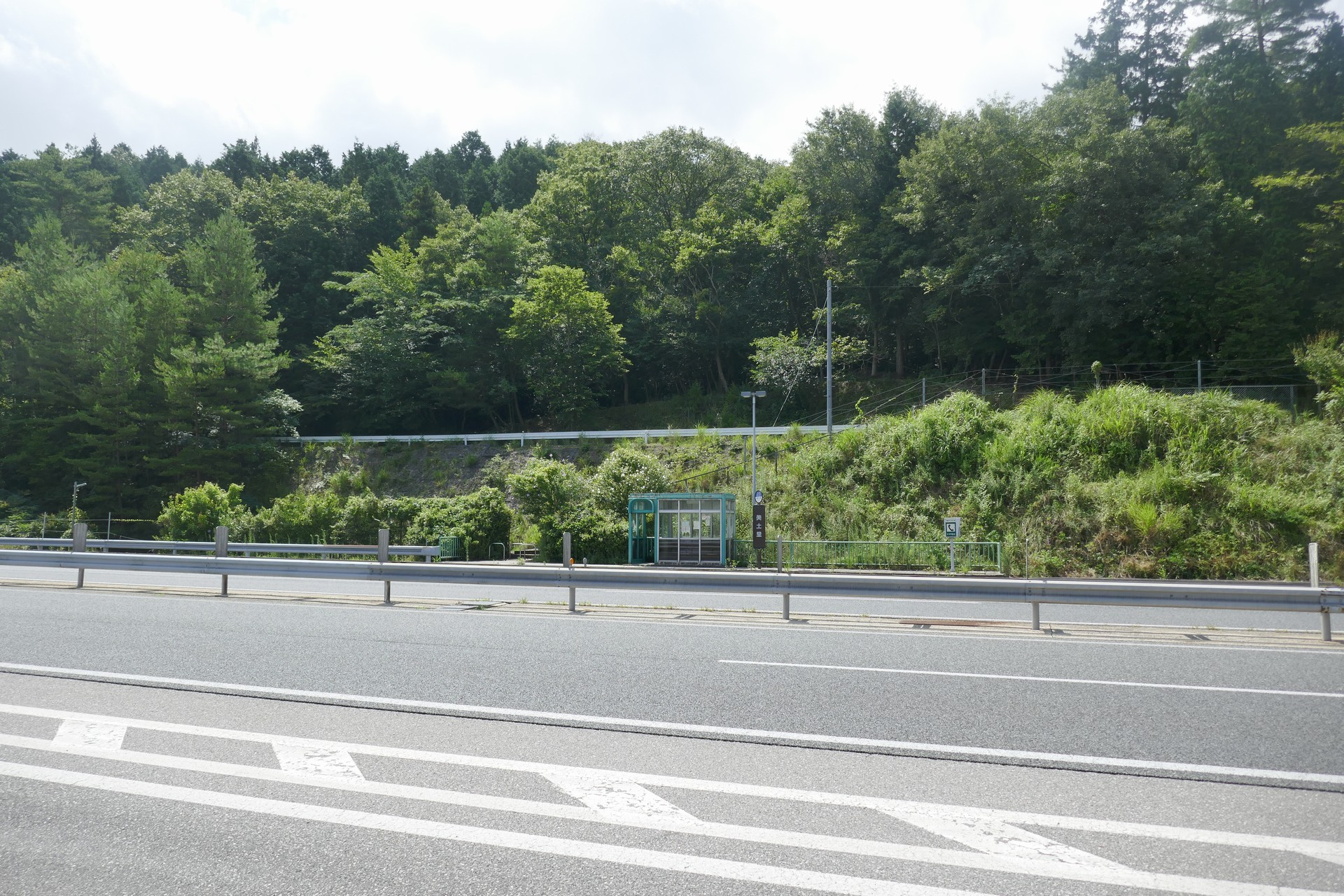
下りのバスストップ施設全景

美土里バスストップ（みどりバスストップ）は、広島県安芸高田市美土里町横田の中国自動車道上にあるバス停。

## 停車する路線

### 乗降ともに可能
| のりば | 愛称               | 運行会社           | 行先                                             | 備考             |
| ------ | ------------------ | ------------------ | ------------------------------------------------ | ---------------- |
| 上り線 | 三次・庄原・東城線 | 広島電鉄・備北交通 | 三次駅・庄原BC・東城駅                           | 一部の便のみ停車 |
| 下り線 | 三次・庄原線       | 広島電鉄・備北交通 | 中筋駅・新白島駅・広島BC・広島駅新幹線口（北口） |                  |
| 下り線 | 三次・庄原・東城線 | 広島電鉄・備北交通 | 大塚駅・広島BC・広島駅新幹線口（北口）           | 一部の便のみ停車 |

かつては、広島 - 松江を結ぶグランドアロー号の一部も停車していたが，2015年7月31日以降通過となった。

## 隣
E2A 中国自動車道
(BS)高宮BS - (23)高田IC - (BS)美土里BS - (PA)本郷PA - (24)千代田IC/BS

## バス停へのアクセス
- お太助バス風の谷内山線・曽我神社線・美土里中央線 高速美土里バス停口バス停（広島県道64号三次美土里線）
- お太助バス風の谷内山線・曽我神社線・美土里中央線 向井バス停（広島県道・島根県道6号吉田邑南線）

## 位置情報
- 北緯34度42分53秒 東経132度39分55秒 / 北緯34.71472度 東経132.66528度
- 安芸横田［北西］ - 地理院地図
- 安芸高田市美土里町横田 - Google マップ